# Гра (озеро)
Гра (Лак-де-Гра, фр. Lac de Gras) — озеро Северо-Западных территорий в Канаде. Расположено севернее Большого Невольничьего озера, в 300 км северо-восточнее города Йеллоунайф.
Одно из больших озёр Канады — площадь водной поверхности составляет 577 км², общая площадь — 663 км²; это 13-е по величине озеро Северо-Западных территорий. Высота над уровнем моря — 396 м.
Озеро является истоком крупной реки Коппермайн, которая через озеро Пойнт несёт свои воды в залив Коронейшен Северного Ледовитого океана. Общая площадь островов составляет 56 км².
Озеро было центром «алмазной лихорадки» 1990-х годов. В настоящее время работают три шахты — «Экати Диамонд Майн», «Дайавик Диамонд Майн» и «Снэп-Лейк Диамонд Майн».
В летнее время озеро является одним из центров любительского рыболовства в Канаде. Специализация: озёрный голец-кристивомер (англ. lake trout — «озёрная форель») и сибирский хариус (англ. arctic grayling — «арктический хариус»).